# Premio Cremona
Il Premio Cremona è un concorso di pittura che si tenne nella città di Cremona dal 1939 al 1941. Il premio venne ideato da Roberto Farinacci nel 1938, con l'intento di affermare un'arte figurativa di immediata comprensione al servizio del regime. In aperta contrapposizione al Premio Cremona venne istituito il Premio Bergamo, patrocinato da Giuseppe Bottai. Mentre il primo concorso non consentiva sbandamenti rispetto alla propria missione, essenzialmente di carattere politico, il secondo poteva permettersi di ospitare lavori originali, sia nello stile che nelle tematiche trattate. La presenza di molti artisti in entrambi i concorsi fa tuttavia riflettere sulla comune matrice che imparentava i due premi a una volontà di monopolio statale della cultura.
Per tali motivi, dal dopoguerra in poi l'esposizione fu oggetto di giudizi perentoriamente negativi e le opere esposte andarono disperse, ad esempio immesse sul mercato con tagli o modifiche o con titoli diversi per facilitarne la vendita, o segretamente custodite da collezionisti privati.
Il regolamento del Premio Cremona auspicava una pittura didascalica in cui potesse emergere la devozione del popolo italiano al regime, e che si potesse ammirare in spazi estesi come quelli che ospitavano le adunate. Per questo motivo i dipinti dovevano avere dimensioni non inferiori ai cinque metri quadrati. Il concorso forniva anche opportunità di successo professionale e di risonanza in tutta la penisola e offriva cospicui premi in denaro ai vincitori, dando comunque agli altri partecipanti la possibilità di mettere in vendita i dipinti attraverso un ufficio appositamente dedicato.
Alla prima edizione, che si svolse nel 1939, i temi suggeriti furono due: Ascoltando alla radio un discorso del Duce (tema A) e Stati d'animo creati dal Fascismo (tema  B). I membri della giuria furono Ugo Ojetti, Ardengo Soffici, Felice Carena, Arturo Tosi, Giulio Carlo Argan in rappresentanza del Ministero. Furono presentate circa 300 opere, tra le quali vennero selezionate 79 per il tema A e 44 per il tema B.
Per le edizioni seguenti fu lo stesso Mussolini a proporre i temi che furono:
- La battaglia del grano (1940)
- La gioventù italiana del Littorio (1941)
- Dal sangue la nuova Europa (1942, che non ebbe luogo)

A partire dal giugno 1940, con l'entrata in guerra, che venne a cadere proprio mentre si stava svolgendo l'edizione dedicata alla battaglia del grano, alle esigenze artistiche si aggiunsero quelle belliche. La mostra divenne così un elemento di affermazione dell'amicizia italo-tedesca, con l'intenzione di esporre ad Hannover le cinquanta opere migliori, e ancor di più nell'edizione del 1941, caratterizzata da soggetti militareschi e corpi atletici secondo un concetto che collegava l'esercizio ginnico a quello militare. A questa edizione fu invitata una delegazione tedesca designata dal ministro Goebbels, e furono poste le basi per una partecipazione al Premio anche di artisti del Reich alla successiva edizione del 1942 (edizione che non ebbe luogo). L'intento di Farinacci era di favorire lo sviluppo di uno stile autenticamente fascista nella pittura italiana, insomma di una pittura di regime, come era avvenuto in Germania con l'affermazione ufficiale di un'arte nazionalsocialista.

## Vincitori
- 1939

Per il tema A il 1º premio fu assegnato a Luciano Ricchetti con In ascolto.; il 2º premio ex æquo a Augusto Zoboli, Luigi Stracciari e Alfredo Catarsini; il 3º premio a Bruno Bonci, Dina Bellotti, Cesare Maggi e Alessandro Pomi. Per il tema B non fu assegnato un primo premio, il 2º premio andò a Adelina Zandrino e il 3º premio a Orazio Amato.
- 1940

1º premio a Pietro Gaudenzi con Balilla, 2º premio a Cesare Maggi con "Hoc opus hic labor", 3º premio a Biagio Mercadante con Spiga d'oro, 4º premio a Neno Mori con Terra nostra e il 5º premio a Antonio Maria Nardi con Il più soave dono di Dio.
- 1941

1º premio ex æquo a Giangiacomo Dal Forno, Luciano Ricchetti e Cesare Maggi; 2º premio a Pietro Gaudenzi; 3º premio a Contardo Barbieri; 4º premio ex æquo a Biagio Mercadante, Italo Mus, Dina Bellotti, Carlo Prada.